# Теоретическая психология
Теоретическая психология — раздел психологии, который можно выделить из состава психологических наук в противопоставление практическим психологическим наукам, таким как инженерная психология, психотехника, психотерапия и т. п. Чаще всего входит в состав словосочетания «Общая и теоретическая психология», либо как синоним «общей психологии».
Термин «теоретическая психология» встречается в трудах многих авторов, однако он не был использован для оформления особой научной отрасли.
В то же время, А. В. Петровский считает, что выделение теоретической психологии в отдельную отрасль знания, основанную на саморефлексии психологической науки, назрело и позволит сделать предметом рассмотрения не только эмпирически полученные и обобщённые психологические знания, но и психологические теории и концепции, возникающие в конкретных исторических условиях для обобщения таких знаний. При этом, в отличие от истории психологии, теоретическая психология использует принцип историзма для аналитического рассмотрения результата развития науки на каждом этапе и выявляет составляющие современного теоретического знания в наиболее значимых характеристиках и подходах.